# ماسترز وجونسون
ماسترز وجونسون فريق بحثي قدم بحوثا مهمة في طبيعة الاستجابة الجنسية لدى الإنسان، يتكون من وليام ماسترز (1915-2001)، وزوجته فيرجينيا جونسون (1925)
وليام ماسترز هو متخصص في علم الجنس، مولود في العام 1915، تخصص في أمراض النساء والتوليد، ثم أنشأ مؤسسة متخصصة حول بيولوجيا التناسل، ثم بدأ في القيام بأبحاث معمقة في علم النفس الفسيولوجي الجنسي بالتعاون مع عالمة نفس تزوجها فيما بعد تدعى فيرجينيا جونسون، وهي مولودة عام 1925 ونشرا أبحاثهما في مجموعة كتب تعد مرجعًا كلاسيكيًا لمن يعمل في هذا الحقل.
درس الثنائي «ماسترز وجونسون» ما أسمياه فيما بعد "الدورة الجنسية الطبيعية، والاضطرابات التي تصيبها، ومنذ العام 1959 قاما بعلاج حالات كثيرة من العطل الجنسي في مركز متخصص في هذا، ونتائج هذه العلاجات تدور حول متوسط نسبة نجاح 80%، ورغم أنهما يعتمدان أساسًا على إقامة الزوجين في المركز الطبي، وانعزالهما عن مجتمعهما وحياتهما المعتادة طوال أسبوعين على الأقل، فإن تجارب كثيرة جرت بالتدريب المباشر، وتحصلت على نتائج جيدة حتى لو لم يتوافر المركز المتخصص بذلك.
وقبل أن نذكر طريقة «ماسترز وجونسون» في علاج القذف المبكر يفيد أن نعرض سريعًا للمبادئ الأساسية في كل العلاجات التي تحدثا عنها:
المبدأ الأول: اعتبار أن أي عطل جنسي يصيب أحد الزوجين هو خلل في العلاقة الجنسية بينهما، وليس فقط في الطرف المصاب بهذا العطل؛ ولذا فإن العلاج يكون مشتركًا، ويقوم الطرفان فيه بدور فعال.
المبدأ الثاني: ألا يتم العلاج بواسطة طبيب واحد، بل بواسطة فريق يضم أشخاصًا من الجنسين، وتنعقد الجلسات العلاجية ـ طبقًا لطريقة ماسترز وجونسون ـ في وجود الزوجين، ومعالجين من الجنسين، وقد أثبتت هذه الفكرة نجاحًا كبيرًا في تخطي عقبات كثيرة كانت تكتنف الفحص النفسي، واستبيان الأعراض، وتحديد حجم ونوعية المشكلة، وضبطت سير العلاج على نحو فاعل.
أما المبدأ الثالث: فهو حتمية فتح الحوار الصريح بين الزوجين في مناخ الثقة المتبادلة، والأمان التام، ويلي ذلك المكاشفة مع فريق العلاج، وينبغي أن يعرف الجميع أن المسألة ستستغرق بعض الوقت، وليس مطلوبًا أو متوقعًا أن يحدث نجاح سريع وحاسم، ولكن لا بد من التأكيد على أن العلاج غالبًا ما يفشل إذا لم يتوافر عنصر الجدية والاهتمام من الطرفين، وفي حالة العزل في المركز فإن أقل مدة للتدريب على العلاجات كانت أسبوعين.
ويمر العلاج بمراحل كثيرة منها البدء بالإجابة على قائمة كبيرة من الأسئلة لمعرفة كل العوامل الاجتماعية والنفسية الذاتية وغيرها، والتي أدت إلى وجود المشكلة، وتعطي الإجابات الجنسية بينهما، وعن طريقة تفكيرهما بالنسبة لموضوع الجنس، ويساعد هذا بالطبع على إعادة توجيه الزوجين بشكل صحيح في المستقبل. 
والعلاج المباشر الخاص بكل حالة لا يغني عن تطبيق المبادئ الأساسية، ويتكامل مع بقية المراحل المذكورة توًا، والتي يتم تطبيقها على كل الحالات قبل الدخول إلى العلاج المباشر.
والحديث يمكن أن يطول حول تقييم وتطوير أبحاث «ماسترز وجونسون»، وباختصار فإن علاج سرعة القذف طبقًا لهذه الطريقة يعتمد على تقنية «الضغط» أو «العصر»، وفيها تقوم الزوجة بمساعدة الزوج على الانتصاب، وعندما يهم بالقذف تقوم بضغط القضيب تحت حافة الحشفة لمدة ثلاث أو أربع ثوانٍ، وهي مدة كافية حتى لا يحدث القذف، ويتكرر الأمر عدة مرات دون إيلاج، ثم مع الإيلاج طبقًا لتدريج منتظم يصل بعده الزوجان إلى القدرة على التحكم في القذف لمدة تتراوح بين 15 – 20 دقيقة. في دراسة أجراها الزوجان «ماسترز وجونسون» على 186 رجلاً مصابًا بالقذف المبكر نجحت هذه الطريقة في علاج 98% من الحالات.